# 1957 en Italie
Chronologie de l'Italie
- 1953
- 1954
- 1955
- 1956
- 1957
- 1958
- 1959
- 1960
- 1961

Cette page concerne l'année 1957 du calendrier grégorien.

## Événements
- 6 février : au congrès du Parti socialiste italien, le secrétaire Pietro Nenni annonce le rapprochement avec le PSDI de Giuseppe Saragat et la fin de la collaboration avec le PCI de Palmiro Togliatti.

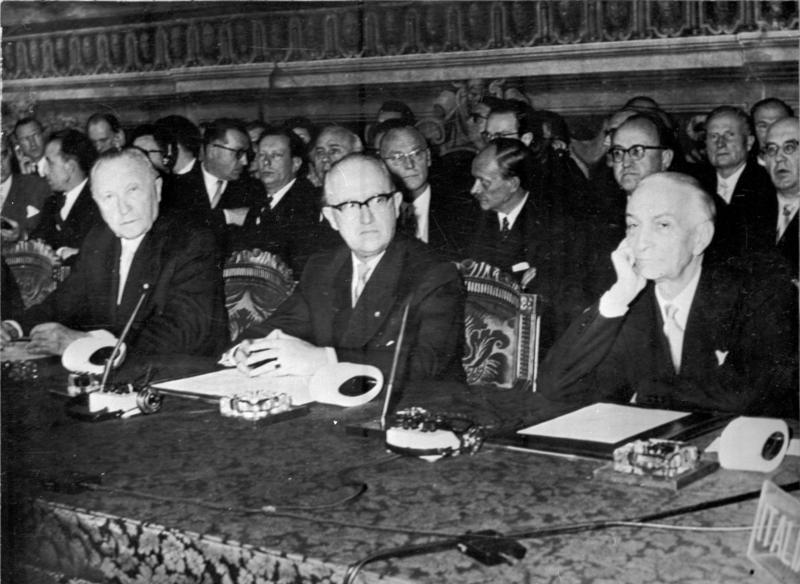
Konrad Adenauer, Walter Hallstein et Antonio Segni, signant l'union douanière européenne et l'Euratom en 1957 à Rome.

- 25 mars : signature du traité de Rome[1].

- 6 mai : privé de l’appui des sociaux-démocrates, le gouvernement Antonio Segni démissionne[2].
- 19 mai : Adone Zoli forme un gouvernement démocratie chrétienne homogène[2].
- 10 juin : après avoir obtenu la confiance avec l’appui des votes fascistes, Zoli démissionne[3]. Après d’inutiles tentatives pour lui trouver un successeur, le président Giovanni Gronchi le renvoie devant la Chambre le 22 juin[4].

- 4 juillet : sortie de la Fiat Nuova 500[5].
- 19 juillet : Antonio Giolitti démissionne du Parti communiste italien[6].
- 30 juillet : le Parlement italien ratifient le traité instituant la Communauté économique européenne et l'Euratom ; le PCI vote contre et le PSI s'abstient[7].

- 30 septembre-10 octobre : crise de Rovereta ; coup d'État anticommuniste du Parti socialiste indépendant de Saint-Marin et de l'opposition, un gouvernement provisoire est installé à Rovereta, près de la frontière avec l'Italie. La République est encerclée par les carabiniers italiens[8].

- Mouvement contestataire à l’université de Turin. La Faculté d'Architecture de Turin est occupée en protestation contre l'instauration des examens[9].
- 700 000 chômeurs en Italie. Le chômage disparaît entre 1958 et 1962.

## Culture
- 26 janvier : Les Dialogues des Carmélites, opéra de Francis Poulenc, sur un livret d'Emmet Lavery, basé sur la pièce de Georges Bernanos, est créé en version italienne à la Scala de Milan.
- 5 mai : ouverture du musée de Capodimonte à Naples[10].
- 16-18 mai : cinquième festival de la chanson napolitaine à Naples.

### Cinéma
- 3 août : 2e cérémonie des David di Donatello.

- Box-office Italie 1957-1958

#### Mostra de Venise
- Lion d'or pour le meilleur film : L'Invaincu (Aparajito) de Satyajit Ray
- Coupe Volpi pour la meilleure interprétation masculine : Anthony Franciosa pour A Hatful of Rain de Fred Zinnemann
- Coupe Volpi pour la meilleure interprétation féminine : Dzidra Ritenberga pour Malva de Vladimir Braun

### Littérature

#### Livres parus en 1957
- Elsa Morante, L'isola di Arturo (Einaudi)
- Italo Calvino, Il barone rampante (Le Baron perché), (Einaudi)

#### Prix et récompenses
- Prix Strega : Elsa Morante, L'isola di Arturo (Einaudi)
- Prix Bagutta : Pier Angelo Soldini (it), Sole e bandiere, (Ceschina
- Prix Napoli : non décerné
- Prix Viareggio : Italo Calvino, Il barone rampante (Einaudi) et Pier Paolo Pasolini, le ceneri di Gramsci

## Naissances en 1957
- 24 juin : Giovanni Buttarelli, magistrat. († 20 août 2019)
- 25 juin : Giuseppe Cederna, acteur.

## Décès en 1957
- 16 janvier : Arturo Toscanini, 89 ans, chef d'orchestre italien (° 25 mars 1867)
- 10 avril : Raffaele De Grada, 72 ans, peintre, rattaché au mouvement pictural Novecento. (° 2 mars 1885)
- 23 août : Giovanni Mercati, 90 ans, cardinal, créé par le pape Pie XI. (° 17 décembre 1866)